# Mickaël Vendetta
Pour les articles homonymes, voir Vendetta (homonymie) et Adon (homonymie).
Mickaël Adon, dit Mickaël Vendetta, né le 3 octobre 1987 à Paris, est un blogueur français, principalement connu pour avoir fait l'objet d'un « buzz » médiatique à la fin des années 2000.
Après avoir accédé à la notoriété en jouant le rôle d'un personnage narcissique par l'entremise d'une série de vidéos, il participe à plusieurs émissions de téléréalité. Il remporte ainsi la troisième saison de La Ferme Célébrités en 2010 et fait partie l'année suivante des candidats de la troisième saison des Anges de la téléréalité. 

## Biographie

### Parcours médiatique

#### Débuts
Après une brève expérience d'agent commercial et immobilier, Mickaël Vendetta ouvre sur le site Skyblog, un blog qui le fait connaître : il prône un concept de « Bogossitude ». Le message de son concept est « Ne fume pas, ne bois pas, fais du sport et tu deviendras un réel beau gosse. ». Son slogan est « Je veux être Brad Pitt pour le corps, Napoléon pour l'ambition et Christophe Colomb pour l'esprit de conquête ».
Ce buzz lui permet de devenir un phénomène Internet et d'être invité dans certaines émissions de télévision comme La Méthode Cauet ou Morandini !. Mickaël Vendetta y explique ses objectifs : devenir acteur, créer une marque de vêtements, et sortir un single de house music. Dans un second temps, il explique vouloir devenir homme politique, prenant comme exemple Arnold Schwarzenegger.
Dans cette optique, il diffuse sur sa webtélé une télé-réalité intitulée La Bogoss Life de Mickaël Vendetta, dont les quatre épisodes sont suivis en moyenne par un million d'internautes. En 2009, il participe à une animation dans une école de commerce post-bac et il tourne dans des spots publicitaires pour la marque Pringles.

#### La Ferme Célébrités
En 2010, il participe à l'émission de téléréalité La Ferme Célébrités, diffusée sur TF1 qu'il remporte le 9 avril 2010 et gagne ainsi 110 000 € pour l'association du Secours populaire français.

#### Dernières médiatisations
Après un entretien avec Thierry Demaizière dans l'émission Sept à huit sur TF1 en juin 2010 et dans l'émission de Jean-Marc Morandini, Vous êtes en direct sur NRJ 12 le 8 octobre 2012, Mickaël Adon reconnaît qu'il aurait joué un rôle. Il affirme qu'il n'est pas dans la vraie vie le garçon arrogant et prétentieux qu'il est sur le web, et que toute cette mise en scène a pour seul but de faire le buzz : « Il faut être riche, arrogant et insolent pour faire le buzz de nos jours et pour se faire connaître des gens. Moi je n'étais rien de tout ça, c'est pour cette raison que je me suis créé ce personnage, et ça a marché ! ».
Il crée une marque à son nom et ouvre sa boutique en ligne le 22 juin 2011. Celle-ci ferme toutefois ses portes courant 2012, la société John Foster n'ayant pas renouvelé son partenariat.
En mars 2011, il devient coach des « Wannaviiip » dans l'éphémère émission Carré ViiiP sur TF1, pour une durée d'une semaine seulement. Quelques jours plus tard, l'émission est arrêtée, faute d'audience.
En août 2011, il participe à la troisième saison des Anges de la télé-réalité et lance en parallèle sa marque de vêtements.
En 2012, il participe au clip de Francky Vincent, Mathis métis. La même année, il participe du 8 au 12 octobre à l'émission Un dîner presque parfait en tant qu'invité vedette.
Depuis septembre 2012, il se produit dans différents clubs de France en tant que disc jockey sous le nom de DJ MV.
Il organise des soirées privées musiques et spirituelles (il dit qu'il aime le mouvement spirituel de la Fraternité blanche universelle) nommées Santa Maria.

### Opinions politiques
En avril 2012, Mickaël Vendetta annonce sur son blog son soutien à Nicolas Sarkozy pour l’élection présidentielle de 2012, et traite François Hollande de « pingouin géant ». Il affirme, dans ce même billet : « Je ne resterai pas en France si Hollande passe au pouvoir ».
À la suite de ces déclarations, le 6 mai 2012, jour du second tour de l’élection présidentielle française de 2012, voyant s'affronter Nicolas Sarkozy et François Hollande, il écrit sur son blog : « Pour tous les anti-sarko qui sont contents que je parte à Los Angeles si Hollande est élu. Moi j’ai un message à vous transmettre. Vous êtes des petits merdeux sans avenir et je suis bien au-dessus de vous »,.
Le 6 mai 2012, date de la victoire de François Hollande à l’élection présidentielle de 2012, il se fend laconiquement d’un giscardien « au revoir » sur son blog, faisant ainsi référence à la maturation de son projet de carrière, auquel il veut faire prendre un nouvel élan en partant à Los Angeles.
Le 9 mai 2012, il publie une vidéo du champion du monde de boxe thaïlandaise Farid Khider, avec qui il a participé à la saison 3 de La Ferme Célébrités. Dans la vidéo, Farid Khider affirme que Mickaël Vendetta va revenir en France. Mickaël Vendetta commente à ce sujet : « j'aime mon pays, la France qui est le plus beau pays du monde ». Par cette publication, le blogueur revient sur sa décision de vivre hors du territoire français en cas de victoire de François Hollande.
Le 26 novembre 2012, il annonce via Twitter qu'il retire son soutien à l'UMP et qu'il a perdu foi en la politique en raison des conflits internes qui suivent le congrès de l'Union pour un mouvement populaire de 2012.
D'après StreetPress, Mickaël Vendetta a été un soutien d'Alain Soral et un adhérent de son mouvement Égalité et réconciliation.

## Controverses

### Un produit marketing?
En 2008, le journaliste David Abiker le décrit sur les ondes de la station de radio France Info comme « une sorte de Paris Hilton mâle », engagé dans une course effrénée à la notoriété. Sur le site Écrans.fr, Éric Loret évoque au sujet de Mickaël Vendetta « une marchandise dont le contenu n'est rien d'autre que son propre message publicitaire ».

### Théories du complot
En 2020, Mickaël Vendetta relaie sur les réseaux sociaux des théories du complot notamment sur la 5G. Il s'affiche régulièrement avec Thierry Casasnovas, vidéaste populaire chez les anti-vaccins, et devient une figure de la complosphère selon StreetPress.

### Homonymie
Le 11 février 2010, le disc jockey David Vendetta attaque en justice la société Trendy Productions pour utilisation abusive d'un nom déposé, même si Mickaël Vendetta affirme ne plus être en contrat avec la société de production depuis le 10 janvier 2010. Le DJ verra finalement sa plainte rejetée par le tribunal de grande instance de Paris le 21 février 2010.

## Télévision
- 2008 : La Bogosslife de Mickaël Vendetta (24 épisodes) sur TrendyWebTV[34]
- 2008 : La Minute Mickaël Vendetta (32 épisodes) sur Direct 8 [35]
- 2010 : La Ferme Célébrité en Afrique sur TF1
- 2010 : Mes parents vont t'adorer sur NRJ 12[36]
- 2011 : Carré ViiiP sur TF1
- 2011 : Les Anges de la téléréalité 3 « I love New York » sur NRJ 12
- 2012 : Un dîner presque parfait sur M6[37]

## Musique
Le 10 juin 2013, Mickaël Vendetta sort un single, I Want To Be Yours, sous le label MV Records.

## Publication
- Mickaël Vendetta, Mickaël Vendetta, Paris, Éditions Didier Carpentier, 1er juillet 2010, 116 p. (ISBN 978-2-84167-690-3). Le 24 juillet 2010, le quotidien belge La Dernière Heure annonçait que l'ouvrage s'était vendu à 755 exemplaires[39].